# Andrea Meneghin
Andrea Meneghin (ur. 2 lutego 1974 w Varese) – włoski koszykarz, występujący na pozycjach obrońcy oraz skrzydłowego, mistrz Europy, olimpijczyk, trener koszykarski.
Jego ojcem jest Dino Meneghin, członek Koszykarskiej Galerii Sław im. Jamesa Naismitha oraz FIBA.

## Osiągnięcia
Drużynowe
- Brąz Euroligi (2001)
- Mistrz Włoch (1999)
- dwukrotny wicemistrz Włoch (2001, 2002)
- Zdobywca superpucharu Włoch (1999)
- Finalista pucharu Włoch (1999)
- Uczestnik rozgrywek pucharu Koracia (1995–1998)[1]

Indywidualne
- MVP:
  - superpucharu Włoch (1999)
  - meczu gwiazd ligi włoskiej (1999)
- Mr Europa Player of the Year (1999)
- Lider Euroligi w przechwytach (2000)
- Uczestnik:
  - FIBA EuroStars (1998, 1999)[1]
  - meczu gwiazd ligi włoskiej (1999)

Reprezentacja
- Mistrz Europy (1999)
- Zaliczony do składu All-Tournament Team podczas Eurobasketu 1999
- Uczestnik:
  - mistrzostw Europy (1999, 2001 – 9. miejsce)
  - igrzysk olimpijskich (2000 – 5. miejsce)[2]
  - mistrzostw świata (1998 – 6. miejsce)[2]
  - turnieju FIBA Diamond Ball (2000 – 5. miejsce)[1]

Młodzieżowe
- Wicemistrz Europy U–18 (1992)[1]
- Mistrz Europy U–16 (1991)[1]